# Titularbistum Sinnipsa
Sinnipsa ist ein Titularbistum der römisch-katholischen Kirche. 
Es geht zurück auf einen untergegangenen Bischofssitz in der gleichnamigen antiken Stadt, die in der römischen Provinz Tripolitana lag.
| Titularbischöfe von Sinnipsa |                        |                                          |                   |                  |
| Nr.                          | Name                   | Amt                                      | von               | bis              |
| 1                            | Michele Mincuzzi       | Weihbischof in Bari-Bitonto (Italien)    | 19. Juli 1966     | 12. Oktober 1974 |
| 2                            | Karl-August Siegel     | Weihbischof in Osnabrück (Deutschland)   | 12. Dezember 1974 | 8. Oktober 1990  |
| 3                            | Alberto Taveira Corrêa | Weihbischof in Brasília (Brasilien)      | 24. April 1991    | 27. März 1996    |
| 4                            | Karl Bürgler CSsR      | Apostolischer Vikar von Reyes (Bolivien) | 24. Januar 1997   |                  |